# Porta Santo Stefano (Bologna)
Porta Santo Stefano (pôrta ed Stra Stêven o pôrta San Stêven in bolognese) è una delle porte della terza cinta muraria della città di Bologna.

## Storia
Porta Santo Stefano sorge sulla strada per Firenze, da cui si raggiungono prima San Ruffillo e poi Rastignano, nel punto in cui essa cambia nome da via Santo Stefano a "via Augusto Murri" in prossimità dei viali di circonvallazione. Fu costruita nel XIII secolo e più volte ristrutturata e restaurata nei due secoli successivi. Ulteriormente munita nel corso del Quattrocento, fu gravemente danneggiata da colpi di artiglieria durante un assedio nel 1512, con la distruzione della torre originaria. L'anno successivo fu di nuovo munita di cassero.
Nel 1843 gli edifici precedenti furono completamente demoliti e si edificò un nuovo passaggio monumentale, chiamato barriera gregoriana, costituita dai due edifici tuttora esistenti, ideati dall'architetto Filippo Antolini per ordine di Papa Gregorio XVI. Con la sistemazione della strada della Futa, da Porta Santo Stefano cominciò a transitare la gran parte del traffico e degli scambi con Firenze. La porta era chiusa da due pilastri e una grande cancellata di ferro (ancora esistenti e riposizionati all'ingresso del Parco dei Giardini Margherita, dalla parte di porta Castiglione). L'ultimo ingresso a porta Santo Stefano fu quello del Re d'Italia Vittorio Emanuele II.
Dopo l'abbattimento delle mura nel 1902 i due fabbricati di porta Santo Stefano ebbero svariati usi: bagni pubblici, sede dei vigili urbani, Comitato per Bologna Storica e Artistica e sezione "Bentini" del PSI. I due casseri sono stati sede di importanti esperienze di autogestione: il Circolo Anarchico Berneri dal 1972, e Atlantide, che dal 1997 al 2015 è stato sede di collettivi e soggettività transfemministe, lesbiche, queer e punk.